# Cypraeovula capensis
Cypraeovula capensis, tên tiếng Anh: Cape cowrie, là một loài ốc biển, là động vật thân mềm chân bụng sống ở biển trong họ Cypraeidae, họ ốc sứ.

## Phụ loài
The following subspecies are accepted:
- Cypraeovula capensis archilyra Van Heesvelde & Deprez, 2006
- Cypraeovula capensis capensis (Gray, 1828)
- Cypraeovula capensis gorda Van Heesvelde & Deprez, 2006

## Phân bố
Loài này phân bố dọc theo East Coast của Nam Phi